# Diecezja Lolo
Diecezja  Lolo – diecezja rzymskokatolicka  w Demokratycznej Republice Konga. Powstała w 1937 jako prefektura apostolska. Podniesiona do rangi  diecezji w 1962.

## Biskupi diecezjalni
- Giacomo Jacobs, O.Praem. † (1937 – 1948)
- Joseph Ignace Waterschoot, O.Praem. † (1949 – 1987)
- Ferdinand Maemba, (1987 – 2015)
- Jean-Bertin Nadonye OFM Cap. (od 2015)